# ミカ・ライティネン
ミカ・ライティネン（Mika Antero Laitinen、1973年3月5日 - ）は、フィンランド、クオピオ出身の元スキージャンプ選手。1990年代に国際試合で活躍した。

## プロフィール
1990年のラハティスキーゲームズ（ワールドカップを兼ねている）で国際大会にデビュー。37位だった。
ノルディックスキージュニア世界選手権で2大会連続団体戦銀メダルを獲得した。1992年アルベールビルオリンピックで団体金メダルを獲得し、個人ノーマルヒルで5位入賞した。個人ラージヒルでは19位だった。
ノルディックスキー世界選手権では合計3個のメダルを獲得。その内訳は金メダル2個（1995年団体、1997年団体）、銅メダル1個（1995年ノーマルヒル個人）である。
1995/96シーズンは開幕から好調で、ワールドカップで12月中に5勝をあげて総合優勝争いを独走していたが、ジャンプ週間第3戦ガルミッシュ-パルテンキルヘンでの練習中に転倒して肋骨を骨折し、2か月近くも欠場を余儀なくされた。2月末に復帰した後も上位入賞を重ねて総合6位となった。
しかし以後の成績はあまり伸びず、キャリアを通じてワールドカップでの優勝はこのシーズンにあげた5勝のみであった。通算で2位4回3位2回を記録。
1999/2000シーズン限りで現役を引退した。